# Muzej Domovinskog rata Karlovac – Turanj
Muzejska zbirka naoružanja Domovinskog rata nalazi se na prostoru stare austrijske vojarne „Turanj”, u karlovačkom naselju Turnju, u kojem su izloženi dijelovi borbene tehnike. Zbrika pješačkoga naoružanja još nema stalni postav.
- Izlošci
- MiG-21 srušen 1991. godine kod Saborskog

## Vanjske poveznice
- Stranice Muzejske zbirke naoružanja Domovinskog rata - Turanj  Arhivirana inačica izvorne stranice od 17. listopada 2008. (Wayback Machine)
- Budući muzej Domovinskog rata  Arhivirana inačica izvorne stranice od 29. travnja 2010. (Wayback Machine)